# Würzburské knížecí biskupství
Würzburské knížecí biskupství, nazýváno též Knížecí biskupství würzburské (německy Fürstbistum Würzburg; Hochstift Würzburg), byl církevní stát (tj. církevní knížectví) Svaté říše římské v Dolních Frankách na západ od knížecího biskupství bamberského. Würzburská diecéze vznikla již v roce 741 a teprve roku 1168 s nabytím politické nezávislosti se stala knížecím biskupstvím. Poslední knížecí biskupové sídlili v honosné Würzburské rezidenci, která je jedním z nejvelkolepějších barokních paláců Evropy.

## Historie
Würzburská diecéze byla založena v roce 741 sv. Bonifácem Prvním biskupem se stal svatý Burchard. Na konci 8. století bylo biskupství připojeno k metropoli Mohuči, kterou založil Karel Veliký. V roce 1007 zřídil král Jindřich II. svatý z části pozemků diecéze nové biskupství v Bamberku. Na konci 12. století se Würzburg dostal pod správu nezávislého hrabství Henneberg. Privilegiem císaře Fridricha Barbarossy získali würzburští biskupové politickou nezávislost, kterou jim zaručovalo biskupské knížectví zahrnující část území diecéze. Podle konkordátu z roku 1448 vybírali německé biskupy kanovníci katedrálních kapitul a jejich volbu později potvrdil papež. Stalo se běžnou praxí, že würzburští knížecí biskupové byli často dosazováni v jiných církevních knížectví v říši. 
V době husitské vytáhl würzburský biskup s vojskem do Čech a zapojil se do čtvrté křížové výpravy proti husitům, ale jako většina účastníků pak uprchl před hlukem a hlasitým zpěvem husitského vojska.
V důsledku mírové dohody v Lunéville z roku 1801 bylo knížecí biskupství würzburské spolu s dalšími církevními státy v roce 1803 sekularizovány a würzburské biskupství bylo začleněno do Bavorského kurfiřtství. V roce 1821 bylo obnoveno jako sufragánní biskupství bamberské metropole (biskupství würzburské).

## Galerie

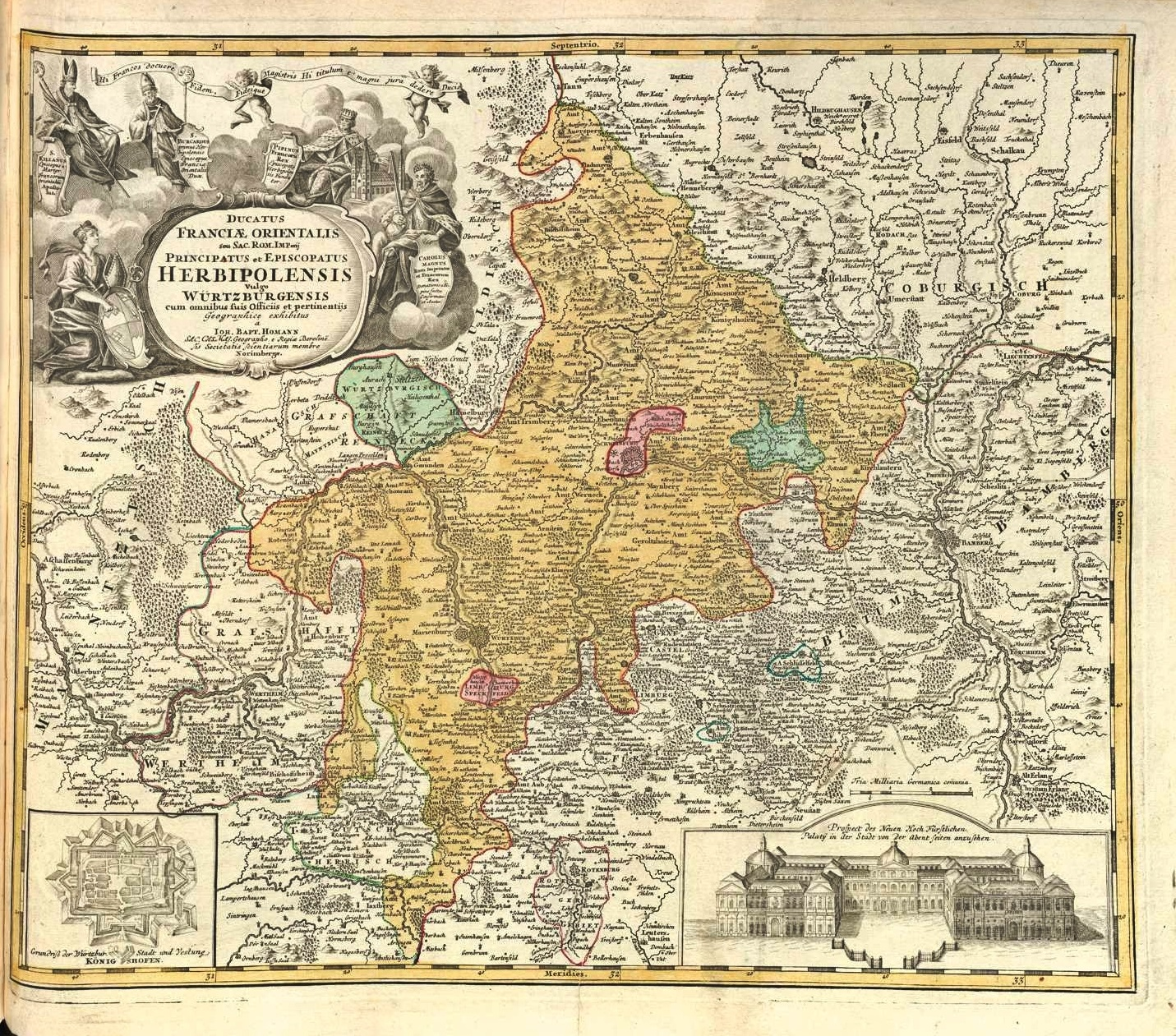
Historická mapa knížecího-biskupství z 18. století
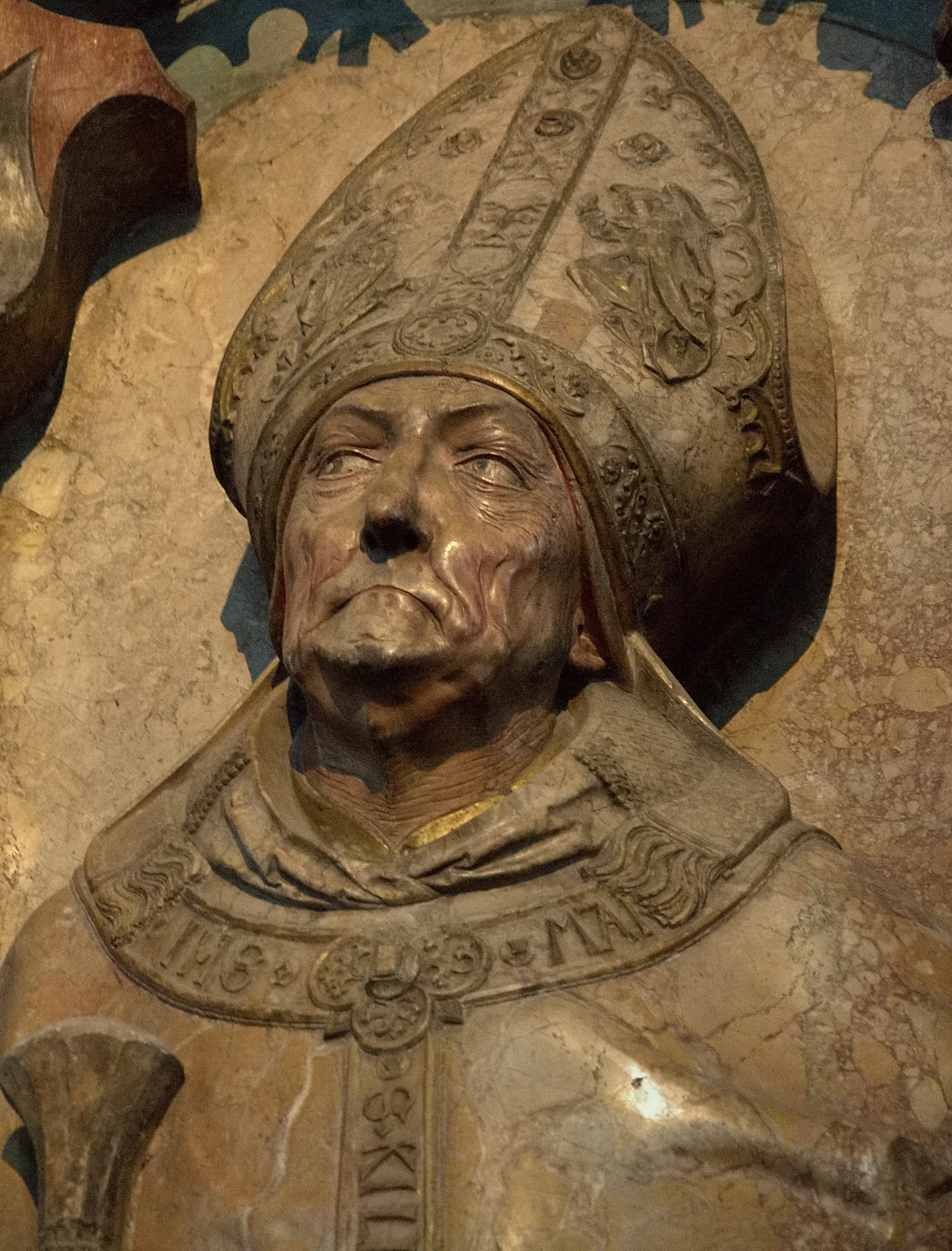
Rudolf von Scherenberg, biskup v letech 1466–1495
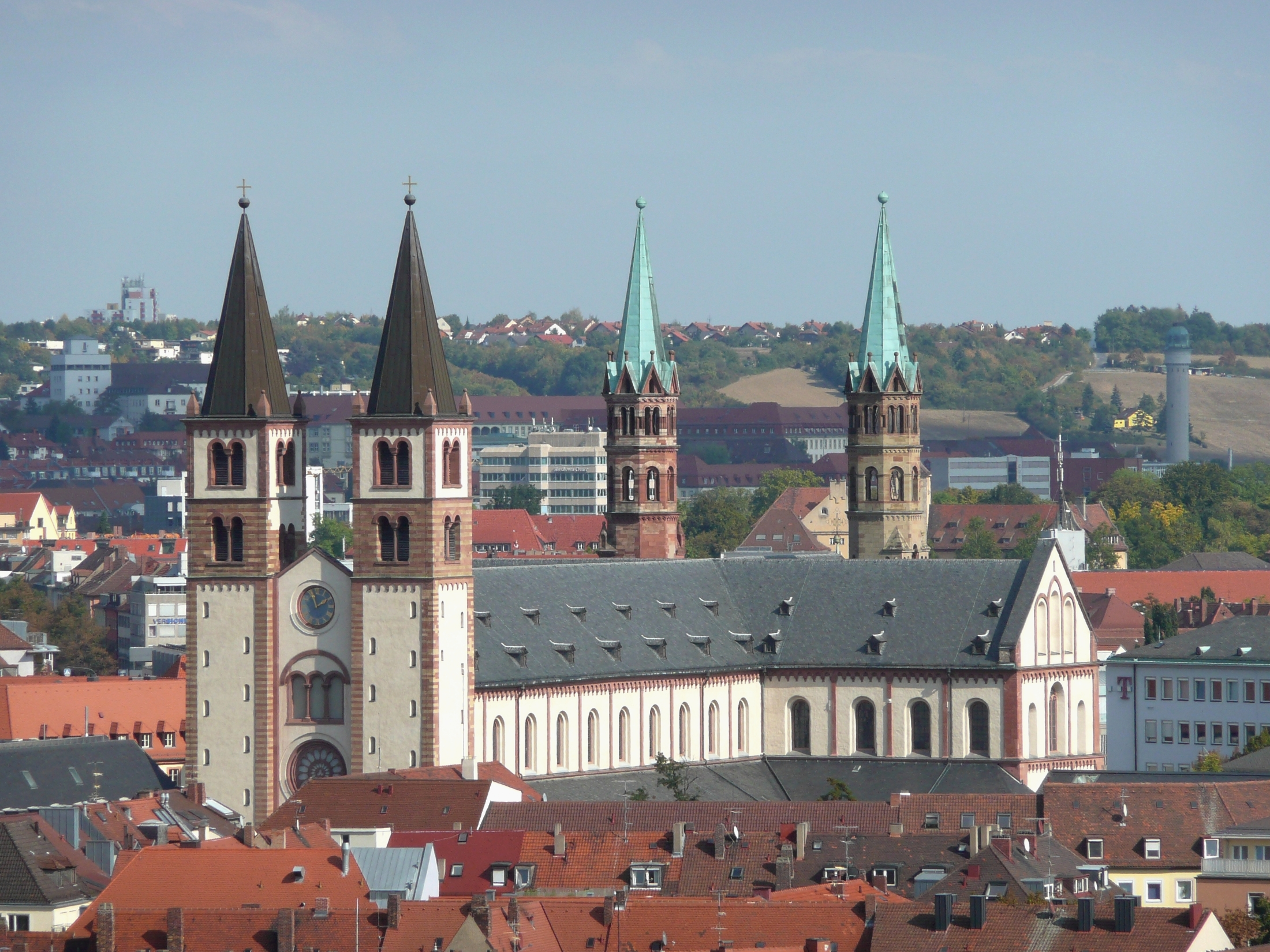
Würzburská katedrála sv. Kiliána
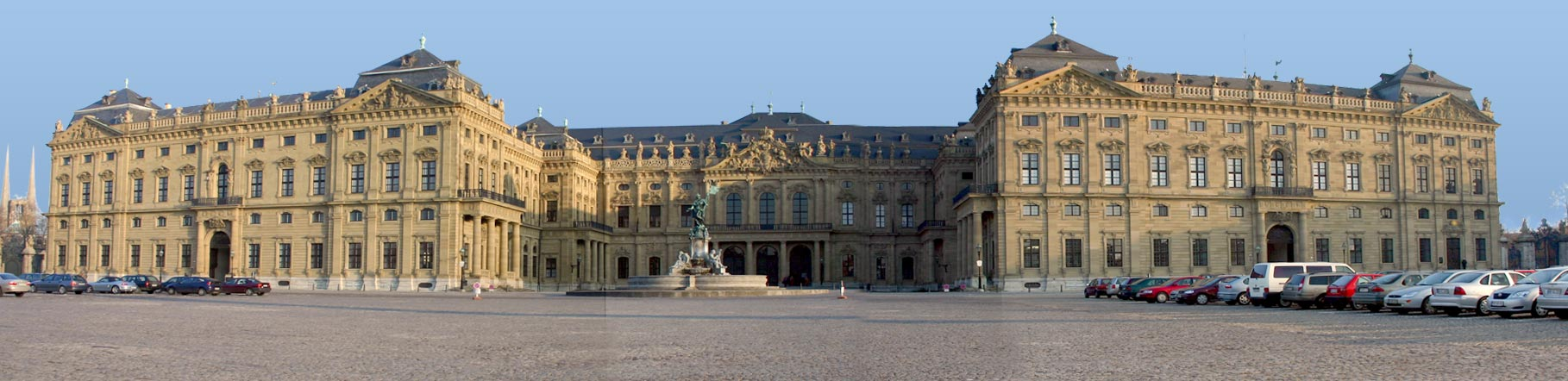
Würzburská rezidence postavená mezi lety 1719–1744
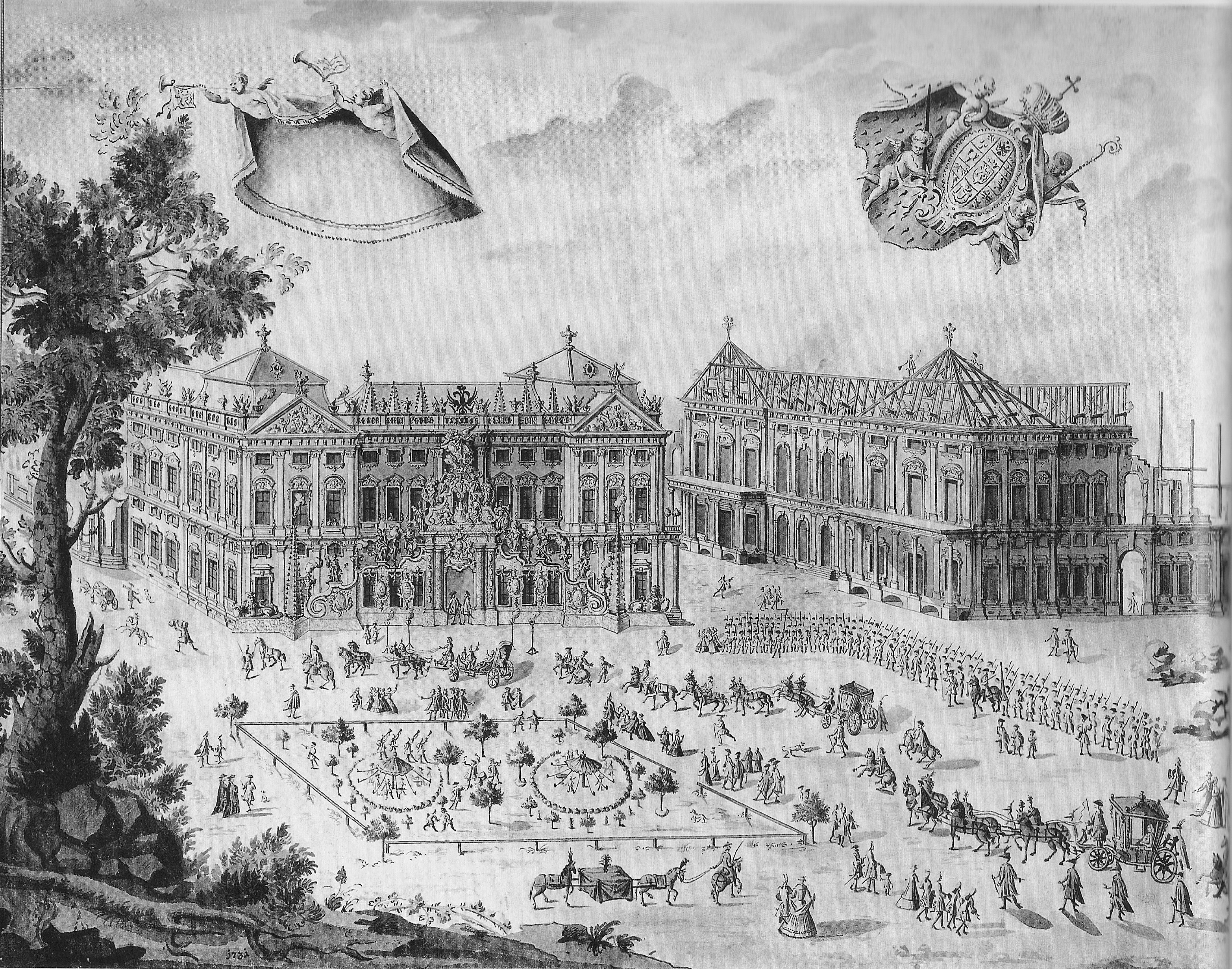
Würzburská rezidence v době výstavby
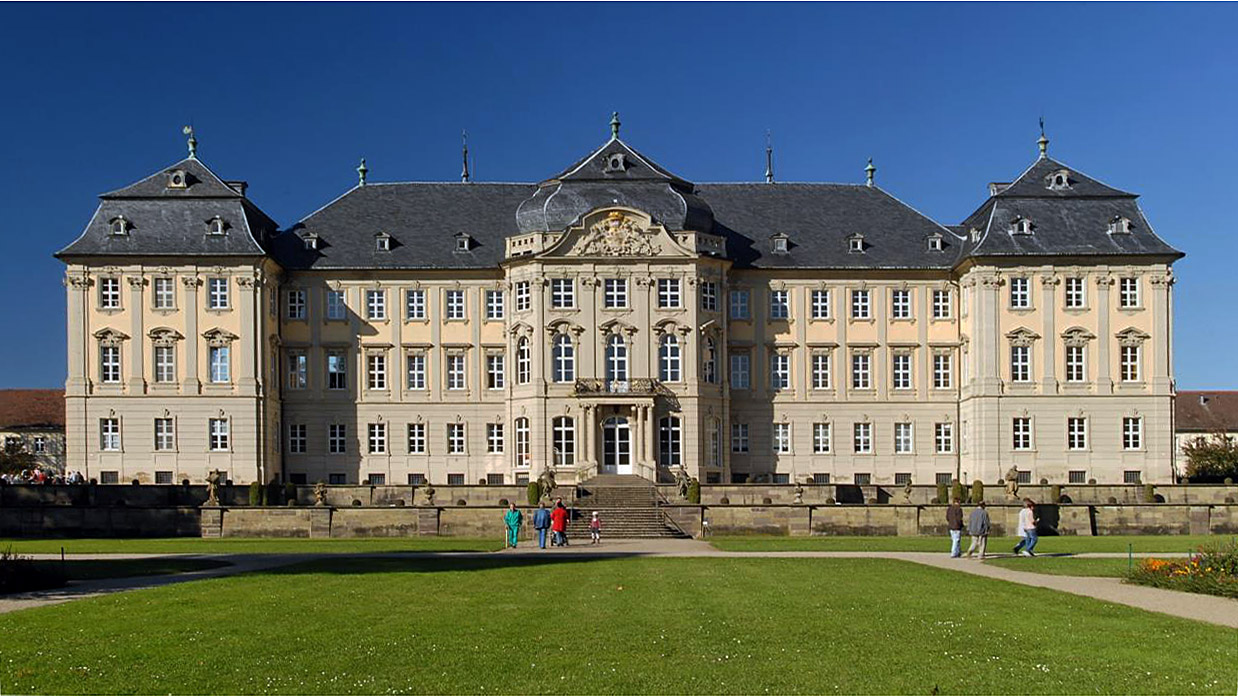
Wernecký palác postavený mezi lety 1733–1745
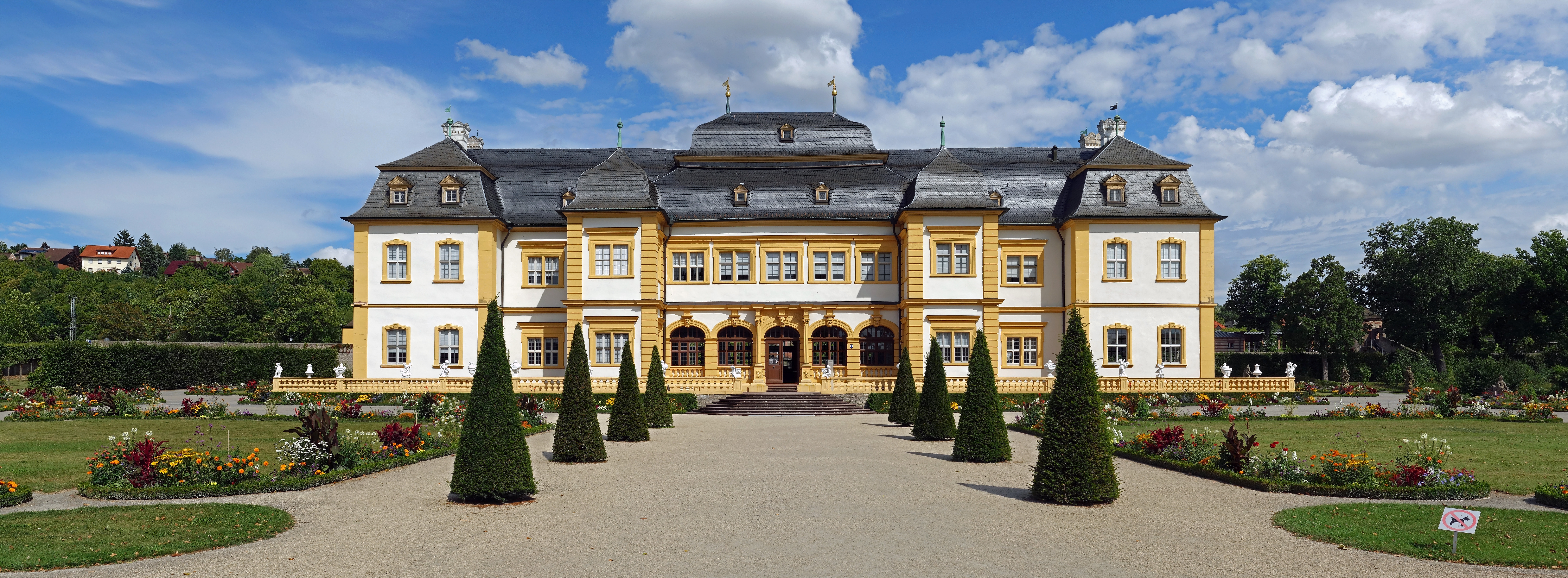
hrádek Veitshöchheim měl funkci letní rezidence
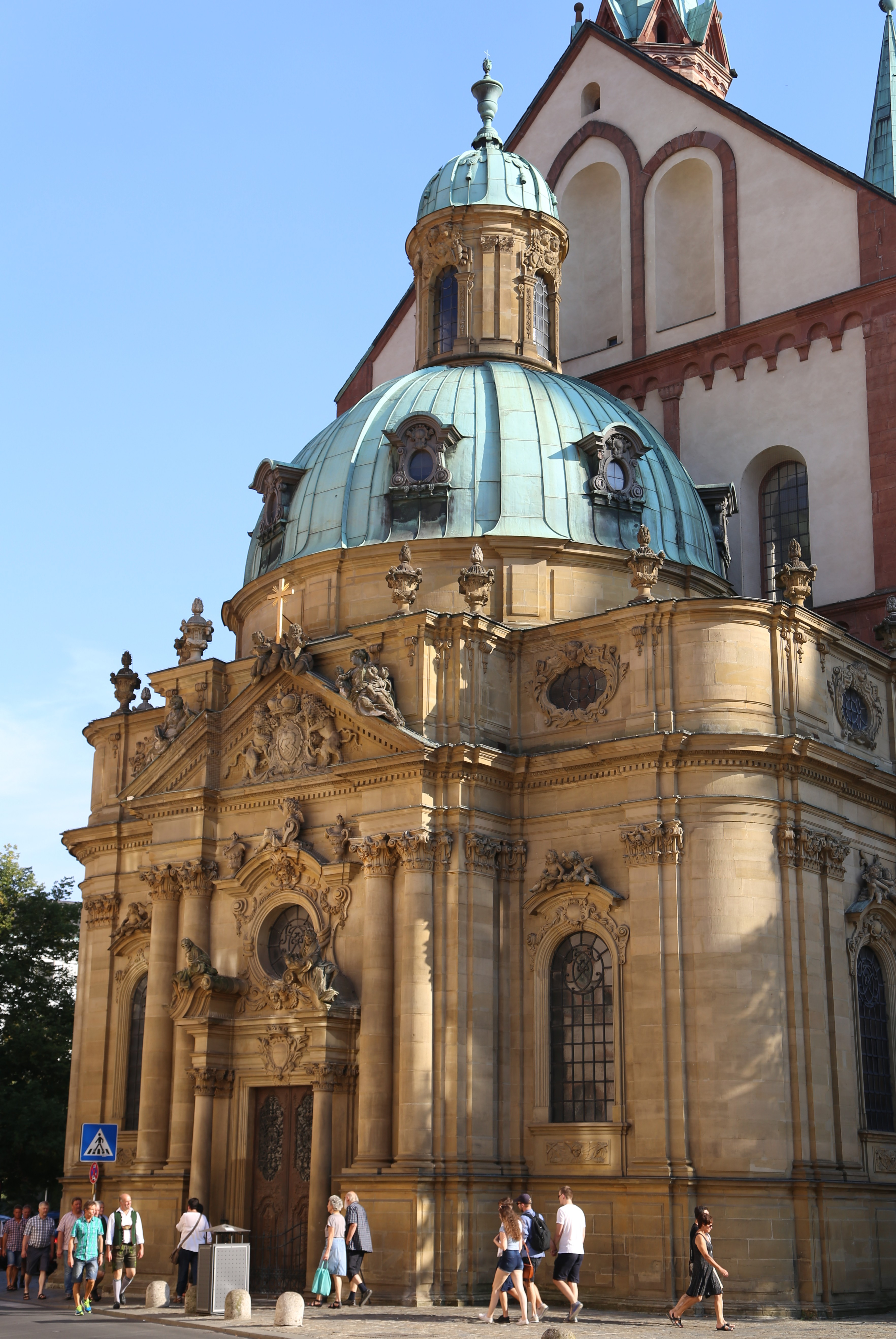
Schönbornská kaple-hrobka

## Heraldika

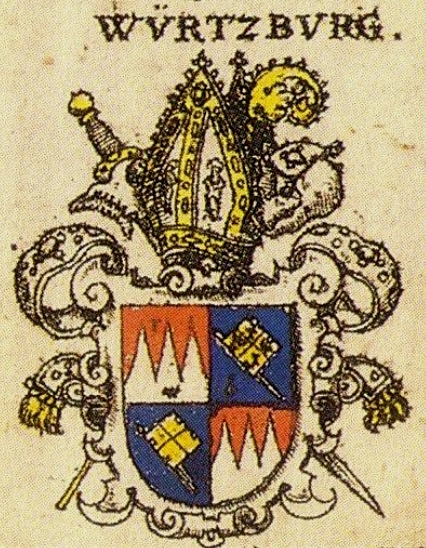
Znak biskupství

Původní erb obsahoval pouze modré pole s červeno-bílou čtvrcenou korouhví „Rennfähnlein“ zavěšenou na kopí. Ve 14. století ho nahradil složitější čtvrcený erb, tedy původní s nově přidanými poli s třemi bílými hroty tyčícími se k nebi a čtyřmi červenými směřující k zemi. Bílé se vykládají jako Boží Trojice a červené mají představovat čtyři body kompasu a tedy celé rozprostření Země. Červená barva je považována za krev Kristovu.

znak:
původní znak
od 14. století
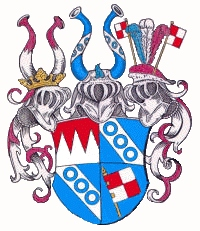
znak biskupa Julia Echtera